# Mihail Dudaš
Mihail Dudaš (Novi Sad, 1 november 1989) is een atleet uit Servië, die gespecialiseerd is in de meerkamp. Hij won diverse medailles bij internationale kampioenschappen. Hij heeft de Servische records in handen op de tienkamp en de zevenkamp. Ook nam hij tweemaal deel aan de Olympische Spelen, maar wist bij beide gelegenheden zijn tienkamp niet tot een goed einde te brengen.

## Biografie
Dudaš werd in 2009 derde op de Europese kampioenschappen in de leeftijdscategorie onder 23 jaar. Eelco Sintnicolaas werd kampioen. Zijn grootste succes behaalde hij op de EK van 2016 door brons te halen op de tienkamp, na Thomas Van der Plaetsen en Adam Helcelet. Hij voldeed aan de norm voor selectie voor de Olympische Spelen van 2016 in Rio de Janeiro. Hier nam hij deel aan de tienkamp, maar moest hij na het achtste onderdeel opgeven.

## Titels
- Balkan kampioen tienkamp - 2015
- Servisch kampioen verspringen - 2011
- Servisch kampioen polsstokhoogspringen - 2012, 2017
- Servisch kampioen tienkamp - 2016
- Servisch indoorkampioen 60 m horden - 2013
- Servisch indoorkampioen verspringen - 2013
- Servisch indoorkampioen polsstokhoogspringen - 2018
- Servisch indoorkampioen kogelstoten - 2015
- Servisch indoorkampioen zevenkamp - 2019

## Persoonlijke records
Outdoor
| Onderdeel   | Prestatie       | Datum               | Plaats  |
| ----------- | --------------- | ------------------- | ------- |
| 400 m       | 47,47           | 14 juli 2011        | Ostrava |
| verspringen | 7,63 (+1,5 m/s) | 29 mei 2010         | Götzis  |
| tienkamp    | 8275 (NR)       | 10-11 augustus 2013 | Moskou  |

Indoor
| Onderdeel            | Prestatie | Datum            | Plaats    |
| -------------------- | --------- | ---------------- | --------- |
| 60 m horden          | 8,08      | 17 februari 2008 | Boedapest |
| polsstokhoogspringen | 5,10      | 5 maart 2017     | Belgrado  |
| verspringen          | 7,55      | 2 maart 2013     | Göteborg  |
| zevenkamp            | 6099 (NR) | 2-3 maart 2013   | Göteborg  |

## Palmares

### 60 m horden
- 2013:  Servische indoorkamp. - 8,19 s

### hoogspringen
- 2010: 7e IAAF/VTB Bank Continental Cup - 1,98 m

### verspringen
- 2011:  Servische kamp. - 7,29 m
- 2013:  Servische indoorkamp. - 7,31 m

### polsstokhoogspringen
- 2012:  Servische kamp. - 4,90 m
- 2017:  Servische kamp. - 4,80 m
- 2018:  Servische indoorkamp. - 4,60 m

### kogelstoten
- 2015:  Servische indoorkamp. - 14,24 m

### zevenkamp
- 2013:  EK indoor - 6099 p (NR)
- 2019:  Servische indoorkamp. - 5811 p

### tienkamp
- 2008:  WK U20 in Bydgoszcz - 7663 p
- 2009:  EK U23 - 7855 p
- 2011:  EK U23 - 8177 p
- 2011: 6e WK - 8256 p
- 2012: 4e EK - 8154 p
- 2012: DNF OS
- 2013: 14e WK - 8275 p
- 2015:  Balkan kamp. - 7720 p
- 2016:  Servische kamp. - 8174 p
- 2016:  EK - 8157 p
- 2016: DNF OS